# Saint-Martin-du-Puy (Borgogna-Franca Contea)
Saint-Martin-du-Puy è un comune francese di 298 abitanti situato nel dipartimento della Nièvre nella regione della Borgogna-Franca Contea.
Il poeta Gabriel Magdelenet nacque qui.

## Società

### Evoluzione demografica
Abitanti censiti